# Частота події
З кожною подією {\displaystyle A} стохастичного експерименту пов'язана величина {\displaystyle \nu _{n}(A)}, яку називають частотою.
Нехай ми провели експеримент {\displaystyle n} разів, в результаті яких подія {\displaystyle A} сталася {\displaystyle k_{n}(A)} разів. 
Тоді {\displaystyle \nu _{n}(A)={\frac {k_{n}(A)}{n}}},
де  {\displaystyle \nu _{n}(A)} — це відносна частота події {\displaystyle A} в серії з {\displaystyle n} експериментів.
Для будь-якої події А її частота є числом з відрізка [0; 1], тобто: {\displaystyle 0\leqslant \nu _{n}(A)\leqslant 1\,}.

## Форма запису частоти
Слід зазначити, що до результату, одержаного після підстановки чисел {\displaystyle {k_{n}(A)}} і {\displaystyle {n}} у формулу {\displaystyle \nu _{n}(A)={\frac {k_{n}(A)}{n}}}, звичайні арифметичні дії (скорочення дробу, вираження звичайного дробу через десятковий), не застосовуються, оскільки важливою є не лише величина частоти, а й кількість випробувань у досліді, за якої одержана ця величина частоти.
Наприклад, 
- вираз {\displaystyle \nu _{n}(A)={\frac {1}{2}}} означає, що було проведено два досліди і один з них завершився з потрібним результатом,
- а вираз {\displaystyle \nu _{n}(A)={\frac {500}{1000}}} означає, що було проведено 1000 дослідів і 500 з них завершилися з потрібним результатом.

## Властивості частоти
- Невід'ємність {\displaystyle \nu _{n}(A)\geqslant 0,\forall A}.
- Адитивність {\displaystyle \nu _{n}(A\cup B)=\nu _{n}(A)+\nu _{n}(B)}, якщо {\displaystyle A} та {\displaystyle B} — несумісні події.
- Нормованість {\displaystyle \nu _{n}(\Omega )=1}, де {\displaystyle \Omega } — увесь простір елементарних подій.
- з нормованості випливає, що сума частот будь-якої події і протилежної до неї події дорівнює одиниці: {\displaystyle \nu _{n}(A)+\nu _{n}({\bar {A}})=1}

### Стійкість частоти
- За невеликої кількості випробувань (дослідів) частота подій значною мірою має випадковий характер і може помітно змінюватися від однієї групи дослідів до іншої. Однак, зі збільшенням кількості дослідів частота події все більше втрачає свій випадковий характер. Якщо за певних умов зміна частоти починає коливатися в досить вузьких межах, то про такі випадкові події кажуть, що вони мають стійку частоту.

- За нескінченної кількості випробувань частота події прямує до ймовірності події: {\displaystyle \lim _{n\to \infty }{\nu _{n}(A)}=P(A)}.